# Presidenti dello Zambia
Il presidente della Repubblica dello Zambia è il capo di Stato e il capo del governo dello Zambia. Il presidente è eletto per un mandato di cinque anni. A partire dal 1991, il presidente può essere rieletto per due soli mandati consecutivi.
Fino al 31 agosto 1991 il capo del governo era il primo ministro dello Zambia, carica abolita in quella data.
I presidenti dello Zambia dal 1964 (data di indipendenza dal Regno Unito, già Rhodesia Settentrionale) ad oggi sono i seguenti.

## Elenco
| Presidente | Presidente | Presidente         | Partito                                    | Elezione                     | Mandato           | Mandato           |
| Presidente | Presidente | Presidente         | Partito                                    | Elezione                     | Inizio            | Fine              |
| ---------- | ---------- | ------------------ | ------------------------------------------ | ---------------------------- | ----------------- | ----------------- |
|            |            | Kenneth Kaunda     | Partito Unito per l'Indipendenza Nazionale | 1968, 1973, 1978, 1983, 1988 | 24 ottobre 1964   | 2 novembre 1991   |
|            |            | Frederick Chiluba  | Movimento per la Democrazia Multipartitica | 1991, 1996                   | 2 novembre 1991   | 2 gennaio 2002    |
|            |            | Levy Mwanawasa     | Movimento per la Democrazia Multipartitica | 2001, 2006                   | 2 gennaio 2002    | 19 agosto 2008    |
|            |            | Rupiah Banda       | Movimento per la Democrazia Multipartitica | ad interim, 2008             | 2 novembre 2008   | 23 settembre 2011 |
|            |            | Michael Sata       | Fronte Patriottico                         | 2011                         | 23 settembre 2011 | 28 ottobre 2014   |
|            |            | Guy Scott          | Fronte Patriottico                         | ad interim                   | 28 ottobre 2014   | 25 gennaio 2015   |
|            |            | Edgar Lungu        | Fronte Patriottico                         | 2015, 2016                   | 25 gennaio 2015   | 24 agosto 2021    |
|            |            | Hakainde Hichilema | Partito Unito per lo Sviluppo Nazionale    | 2021                         | 24 agosto 2021    | in carica         |